# 一房の葡萄
「一房の葡萄」（ひとふさのぶどう）は、有島武郎による小説（童話）。雑誌『赤い鳥』1920年（大正9年）8月号に掲載された。その後、本作を表題作として全4篇を収録した単行本『一房の葡萄』が1922年（大正11年）に叢文閣より刊行された。

## 概説
「一房の葡萄」は、有島が書いた最初の創作童話で、横浜英和学校（現横浜英和学院）での自身の体験に基づいている。
単行本『一房の葡萄』は、有島が生前に残した唯一の創作童話集であり、全4篇中、本作を含む3篇が有島の幼少期の体験に基づくものである。有島が自ら装幀、挿画を手がけ、自分の3人の子供達に献辞が捧げられている。

## あらすじ
小さい頃絵を描くことが好きだった主人公の「僕」は、自身の住む横浜の山の手に続く美しい海岸通りを絵に描いて再現しようとする。しかし、自身の所持している絵具では、本当の景色で見るような絵には描けない。
ある日西洋人の同級生・ジムの持つ舶来の上等な絵具が羨ましくて衝動的に盗んでしまうが、程なくしてそのことが露呈し、美しい憧れの先生に言いつけられてしまう。泣き続けていた僕を先生は優しく許し、一房の葡萄を渡す。翌日学校へ行くと、ジムが優しく「僕」の手を引き先生の元へと連れていってくれる。そこで2人は葡萄を分け合い無事仲直りをすることができた。
それから時は過ぎ、秋になると葡萄の房はいつでも美しく紫に色づいて実るが、先生の大理石のように白い手が僕の目の前に現れることはもうない。

## 登場人物

### ・僕
絵を描くことが好きな少年。体も心も弱く、はにかみ屋で臆病な性格をしていて、言いたいことも言わずに済ます性質。友達も少ない。
ある日、西洋人の同級生・ジムの持つ舶来品の絵具を盗んでしまう。

### ・先生
若い女の先生。「僕」の憧れの先生。絵具の事件について「僕」を優しく諭す。

### ・ジム
「僕」より二つ程年上である、西洋人の友達で、身体も「僕」よりずっと大きいが、絵は僕より下手である。舶来品の絵具を所持している。